# Orchidantha borneensis
Orchidantha borneensis är en enhjärtbladig växtart som beskrevs av Nicholas Edward Brown. Orchidantha borneensis ingår i släktet Orchidantha och familjen Lowiaceae. Inga underarter finns listade.